# Dendropsophus garagoensis
Dendropsophus garagoensis é uma espécie de anfíbio da família Hylidae.
É endémica de Colômbia.
Os seus habitats naturais são: pântanos, marismas de água doce, marismas intermitentes de água doce, pastagens, jardins rurais, florestas secundárias altamente degradadas, áreas agrícolas temporariamente alagadas, canais e valas.